# The Night is My Friend EP
The Night is My Friend EP – minialbum brytyjskiej grupy muzycznej the Prodigy, wydany 31 lipca 2015 roku przez wytwórnię Take Me to the Hospital. Album został wydany w limitowanych wydaniach płytowym, winylowym i kasetowym.

## Lista utworów
1. "Get Your Fight On" (Re EQ) - 3:44
2. "AWOL (Strike One)" - 2:59
3. "Rhythm Bomb" (Edit) (feat. Flux Pavilion) - 3:15
4. "Rebel Radio" (René Lavice's Start a Fucking Riot Remix) - 5:05
5. "The Day is My Enemy" (Caspa Remix) - 3:30